# Lee Myung-hee
Lee Myung-hee hangul 이명희, född den 5 september 1943 i Uiryeong, i provinsen Södra Gyeongsang i Korea är en sydkoreansk affärsmagnat. Hon är ordförande i Shinsegae-gruppen och yngsta dotter till Lee Byung-chul, som var grundare och styrelseordförande för det multinationella konglomeratet Samsung Group. Hon är syster till Samsung-gruppens nuvarande ordförande Lee Kun-Hee.
Lee blev Shinsegae-gruppens ordförande 1997, när affärskomplexet skildes ut från Samsung. Shinsegae har vuxit till Sydkoreas nästa största detaljhandel, under Lees tid som ordförande. Hon beräknas ha en förmögenhet på cirka 1,7 miljarder dollar vilket gör henne till en av de rikaste i Sydkorea. Hon rankades på tjugonde plats på den amerikanska affärstidningen Forbes lista 2017 över de femtio rikaste koreanerna.)

## Biografi
Lee föddes Uiryeong och är dotter till Samsung-grundaren Lee Byung-chul och dennes första maka, Park Du-eul, som yngsta barnen I en barnaskara på åtta barn. Lee gick gymnasiet vid Ewha Girls' High School och utbildade sig sedan i konst vid Ewha Womans University före sitt giftermål med Chung Jae-eun. Tillsammans har de två söner, Chung Yong-jin och Chung Yoo-kyung. Efter giftermålet var Lee hemmafru i tio år. Sedan blev hon säljare vid Shinsegae varuhus 1979 och därefter ordförande i Shinsegae-gruppens styrelse efter uppdelningen från Samsung.

## Finansskandaler
Under sin tid som styrelseordförande har Lee blivit stämd vid tre tillfällen. Första gången 2006 gällde stämningen 350 miljarder won ($300 miljoner) sedan hon mörkat aktier för 800 miljarder won under olika namn. En praxis bland rika några årtionden tidigare för att undkomma skatt.
2012 stämde sydkoreanska Fair Trade Commission Lee på 4 miljarder won ($3,4 miljoner) för att ha tagit ut olika transaktionsavgifter. 2015 blev hon stämd på 70 miljarder won för att ha dolt 380000 företagsaktier under olika namn, som uppskattningsvis  var värda 80 miljarder won ($68 miljoner).